# WrestleMania XX
WrestleMania XX — двадцатая по счёту WrestleMania, PPV-шоу производства американского рестлинг-промоушна World Wrestling Entertainment (WWE). Состоялось 14 марта 2004 года в Нью-Йорке на арене «Мэдисон-сквер-гарден». Это шоу представляли оба бренда Raw и SmackDown!.
Главным событием шоу, которое стало главным матчем бренда Raw, был матч «Тройная угроза» за титул чемпиона мира в тяжёлом весе между чемпионом Трипл Эйчем , Шоном Майклзом и Крисом Бенуа. Бенуа выиграл матч, заставив Трипл Эйча сдаться, в результате чего он стал чемпионом мира. В главном матче бренда SmackDown! состоялся матч Эдди Герреро против Курта Энгла за звание чемпиона WWE, который выиграл Герреро после сворачивания. На шоу состоялось возвращение Гробовщика в образе Мертвеца, который победил Кейна.
Эта WrestleMania стала четвёртой, проходившей в Нью-Йорке (после WrestleMania I, WrestleMania 2 (частично) и WrestleMania X). На шоу присутствовало более 20 000 зрителей из 48 штатов и 16 стран мира. Так же шоу показывали в 90 странах мира. Прибыль WWE с этого шоу составил 2,4 миллиона долларов США.

## Результаты
| №                               | Результаты | Условия                                                    | Время |
| ------------------------------- | --- | ---------------------------------------------------------- | ----- |
| 1                               | Джон Сина победил Биг Шоу (с) | Матч за титул чемпиона Соединенных Штатов WWE              | 9:14  |
| 2                               | Роб Ван Дам и Букер Ти (с) победили Гаррисона Кейда и Марка Джиндрака, «Братьев Дадли» (Бабба Рэй и Ди-Вон) и «Сопротивление» (Рене Дюпри и Роб Конвэй) | Четырёхсторонний матч за титул командных чемпионов мира    | 7:51  |
| 3                               | Кристиан победил Криса Джерико | Одиночный матч                                             | 14:52 |
| 4                               | «Эволюция» (Рэнди Ортон, Батиста и Рик Флэр) победили The Rock 'n' Sock Connection (Скала и Мик Фоли)                                                   | Гандикап-матч                                              | 17:03 |
| 5                               | Торри Уилсон и Сэйбл победили Стэйси Киблер и Мисс Джеки                                                                                                | Матч в вечерних платьях Playboy                            | 2:33  |
| 6                               | Чаво Герреро (с) (с Чаво Классик) победил Нунзио, Джейми Ноубла, Таджири, Акио, Фунаки, Шеннона Мура, Ультимо Дракона, Билли Кидмана и Рея Мистерио     | Открытый вызов за титул чемпиона WWE в первом тяжёлом весе | 10:28 |
| 7                               | Голдберг победил Брока Леснара | Специальный судья — Стив Остин                             | 13:42 |
| 8                               | Рикиши и Скотти 2 Хотти (с) победили «Величайшую команду мира» (Чарли Хаас и Шелтон Бенджамин), «Братьев Башамов» и APA (Брэдшоу и Фарук)               | Четырёхсторонний матч за титул командных чемпионов WWE     | 6:01  |
| 9                               | Виктория (с) победила Молли Холли | Матч «Титул против волос» за титул женского чемпиона WWE   | 4:53  |
| 10                              | Эдди Гуерреро (с) победил Курта Энгла | За титул чемпиона WWE                                      | 21:32 |
| 11                              | Гробовщик (с Полом Берером) победил Кейна | Одиночный матч                                             | 7:45  |
| 12                              | Крис Бенуа победил Трипл Эйча (с) и Шона Майклза | За титул чемпиона мира в тяжёлом весе                      | 24:47 |
| - (ч) – чемпион на начало матча | |                                                            |       |

### Команда вещания
- Комментаторы Raw— Джим Росс и Джерри «Король» Лоулер.
- Комментаторы SmackDown! — Майкл Коул и Тэзз.
- Испанские комментаторы — Карлос Кабрера и Хьюго Савинович.
- Анонсер Raw — Говард Финкель.
- Анонсер SmackDown! — Тони Кимел.